# 艾里希·卡姆克
艾里希·卡姆克（德語：Erich Kamke，1890年8月18日—1961年9月28日）是一名德国数学家，擅长微分方程。他的《集合论》(德語：Mengenlehre)也有一定名气。

## 生平
1890年，卡姆克出生于德意志帝国西普鲁士马里恩堡（现在的波兰马尔堡）。
他曾在什切青当地学校上学。1909年，他进入吉森大学学习数学和物理学，后来又进入著名的哥廷根大学。一战期间，他在通讯部队服役。1919年，他与一位犹太商人的女儿朵拉·海默维奇（Dora Heimowitch）结婚。童年，他在哥廷根大学取得博士学位，导师是爱德蒙·兰道，毕业论文是《华林-希尔伯特问题的推广》（德語：Verallgemeinerungen des Waring-Hilbertschen Satzes）。他在1920年至1926年间任教于明斯特大学，并于1922年获得特许任教资格。1926年，他在蒂宾根大学获得教授职位。
因卡姆克与犹太人结婚且反对“国家社会主义”，身为德国科学院院士的数学家埃里希·舒恩哈特指责和攻击卡姆克，并导致他被迫于1937年辞职。
在随后的二战期间，他重新回到蒂宾根大学做教授。他为1946年秋于蒂宾根召开的数学会议提供了很多帮助。这次会议是战后德国举办的第一次科技会议。1948年，他组织重建了德國數學學會，并担任主席。1952年，他不再担任德国数学会主席，转而担任国际数学联盟副主席，并做到1954年。
1961年，他因心脏病死于德国内卡河畔罗滕堡。

## 著作
- Erich Kamke.  [勒贝格积分，一种实函数的新式理论基础]. Leipzig: B. G. Teubner. 1925 （德语）.
- Erich Kamke.  [集合论]. Berlin: Sammlung Göschen/Walter de Gruyter. 1928 （德语）.
- Erich Kamke.  [实函数的微分方程] 4. Leipzig: Akademische Verlagsgesellschaft. 1930 （德语）.（从1962年版开始分为2卷）
  - 《卷1：常微分方程》(Band 1: Gewöhnliche Differentialgleichungen)
  - 《卷2：偏微分方程》(Band 2: Partielle Differentialgleichungen)
- Erich Kamke.  [概率论基础]. Leipzig: S. Hirzel. 1932 （德语）.[2]
- Erich Kamke.  [微分方程，突破方法与解答——卷1：常微分方程]. Leipzig. 1942 （德语）.
  - 汉译版：E. 卡姆克. . 张鸿林 (汉译者). 科学出版社. 1977. ISBN 9781009122436 （中文（中国大陆））.
- Erich Kamke.  [微分方程，突破方法与解答——卷2：偏微分方程，一阶方程探寻]. Leipzig. 1944 （德语）.
- Erich Kamke.  [勒贝格-斯蒂尔吉斯积分]. Leipzig: B. G. Teubner. 1956 （德语）.